# Aleja Statków Pasażerskich

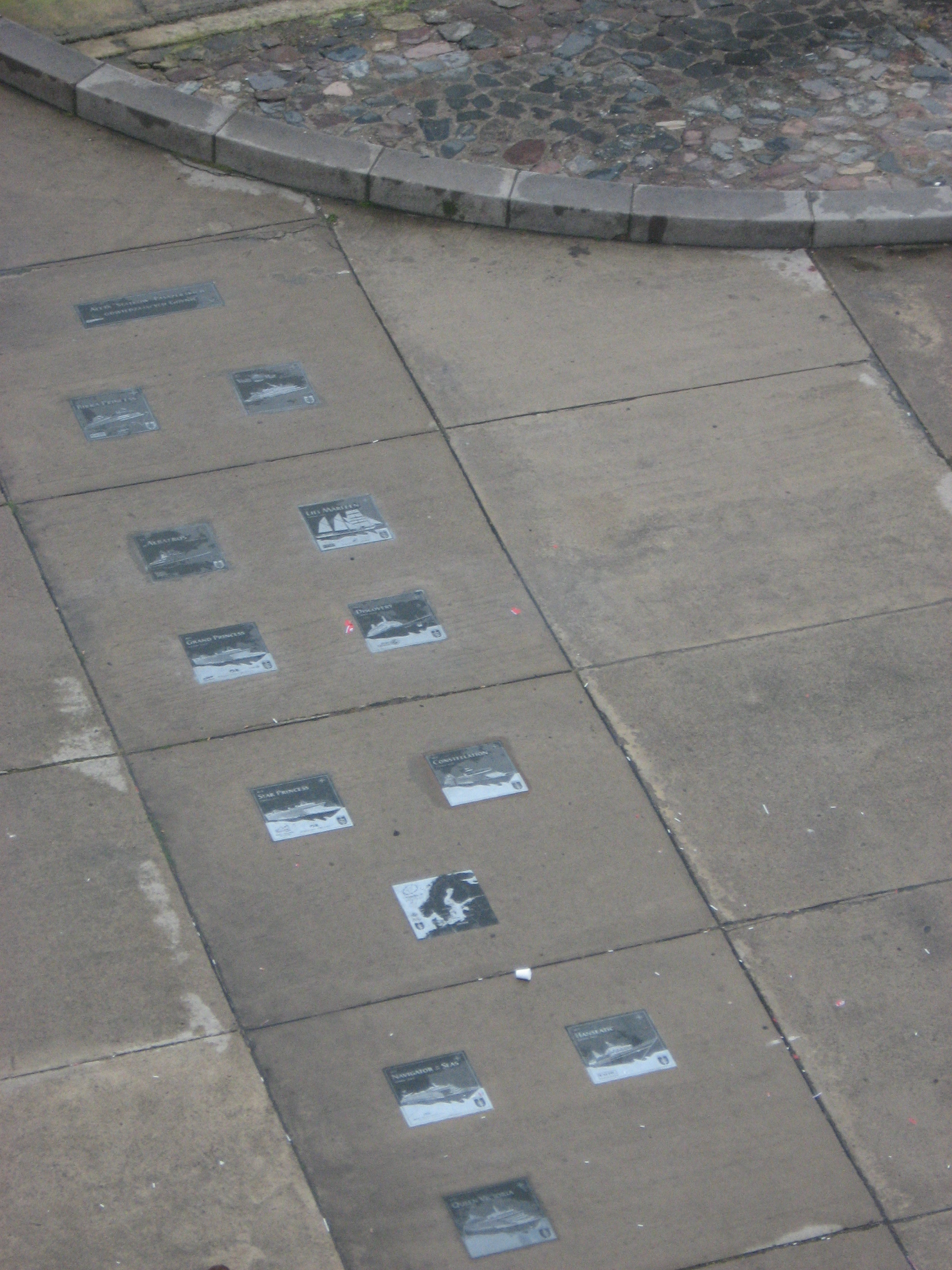
Widok z pokładu MF Stena Baltica, 16 czerwca 2008

Aleja Statków Pasażerskich odwiedzających Gdynię – aleja tablic upamiętniających zawinięcie statków pasażerskich do portu w Gdyni.
Aleja znajduje się na końcu Nabrzeża Pomorskiego (koniec Mola Południowego, po lewej stronie alei Jana Pawła II patrząc w stronę morza). Istnieje od 1 lipca 2001.
Jest to jedyna tego typu aleja w Polsce.

## Wykonanie tablic
Wykonane są z zielonego, włoskiego granitu, na którym wykuty jest rysunek statku pasażerskiego, herb Gdyni, nazwa statku, znak armatora oraz rok odsłonięcia tablicy.

## Tablice w alei
Obecnie w alei znajduje się 20 tablic upamiętniających przybycie statków oraz 1 tablica pamiątkowa jako mapa (między 8 tablicą a 9) upamiętniająca realizację projektu "Baltic Cruise" w latach 2004–2007.
Największym statkiem upamiętnionym w alei jest MS Navigator of the Seas.

## Fotografie tablic
Tabela jest ułożona według rzeczywistego położenia tablic w alei.
| |                                      |
| |                                      |
| MS Birka Princess | MS Vistamar                          |
| Tablicę odsłonięto 1 lipca 2001. Statek zatonął 6 kwietnia 2007 u wybrzeży wyspy Santoryn, pływając pod nazwą „MS Sea Diamond”. | Tablicę odsłonięto 2 września 2001.  |
| |                                      |
| TSS Albatros | SY Lili Marleen                      |
| Tablicę odsłonięto 8 czerwca 2002. Statek został zezłomowany w 2004 roku jako „SS Genoa”.                                       | Tablicę odsłonięto 24 września 2003. |
| |                                      |
| MV Grand Princess | MV Discovery                         |
| Tablicę odsłonięto 24 sierpnia 2004.                                                                                            | Tablicę odsłonięto 7 września 2004.  |
| |                                      |
| MV Star Princess | MV Constellation                     |
| Tablicę odsłonięto 9 września 2005.                                                                                             | Tablicę odsłonięto 29 sierpnia 2006. |
| |                                      |
| Tablica upamiętniająca realizację projektu "Baltic Cruise" w latach 2004–2007                                                   |                                      |
| Tablicę odsłonięto 29 sierpnia 2006.                                                                                            |                                      |
| |                                      |
| MS Navigator of the Seas | MS Hanseatic                         |
| Tablicę odsłonięto 8 czerwca 2007.                                                                                              | Tablicę odsłonięto 8 czerwca 2007.   |
| |                                      |
| MS Queen Victoria | MS AIDALuna                          |
| Tablicę odsłonięto 31 maja 2008.                                                                                                | Tablicę odsłonięto 29 lipca 2009.    |
| |                                      |
| MS Emerald Princess | MS Grand Mistral                     |
| Tablicę odsłonięto 21 sierpnia 2009.                                                                                            | Tablicę odsłonięto 17 czerwca 2010.  |
| |                                      |
| MS AIDAblu | MS Vision of the Seas                |
| Tablicę odsłonięto 11 sierpnia 2010.                                                                                            | Tablicę odsłonięto 16 lipca 2010.    |
| |                                      |
| MS Costa Pacifica | MV Mein Schiff 2                     |
| Tablicę odsłonięto 7 czerwca 2011.                                                                                              | Tablicę odsłonięto 12 sierpnia 2011. |